# KBS World
KBS World er en international transmissionstjeneste fra Korean Broadcasting System (KBS). Den består af KBS World Radio, KBS World TV og KBS World 24.